# Villa Spada
Villa Spada è una villa settecentesca con annesso parco, costruita in stile neoclassico, che si trova a Bologna, in via Saragozza, all'angolo con via Casaglia. Sorge nella zona pedecollinare della città, e il suo parco è uno dei più frequentati di Bologna e del quartiere Saragozza.

## Storia
Fu costruita nel Settecento per volere di Jacopo Zambeccari che ne affidò il progetto, in stile neoclassico, all'architetto italo-svizzero Giovan Battista Martinetti, che curò anche il giardino all'italiana. 
La proprietà rimase alla famiglia Zambeccari fino al 1811 e nel 1820 fu acquistata dalla marchesa Beaufort, sposata con il principe romano Clemente Spada Veralli, che completò il complesso annettendo al parco anche l'area che attualmente costeggia via Saragozza. Nel 1849 divenne la sede del quartier generale austriaco. 
Agli inizi degli anni venti del Novecento la proprietà è stata acquisita da un ramo della famiglia Pisa, attivo a Bologna in campo industriale; durante il secondo conflitto mondiale la parte centrale ha subito gravissimi danni, con uno squarcio di circa 10 mq, dal tetto, a tutti i solai sottostanti fino ai sotterranei; probabilmente per una grossa bomba di aereo inesplosa; 
negli anni sessanta la villa e il parco furono acquistati dal Comune di Bologna e pochi anni dopo furono anche aperti al pubblico, prima la parte del parco e del giardino e solo parecchi anni dopo anche l'edificio restaurato.

## Descrizione

### Parco

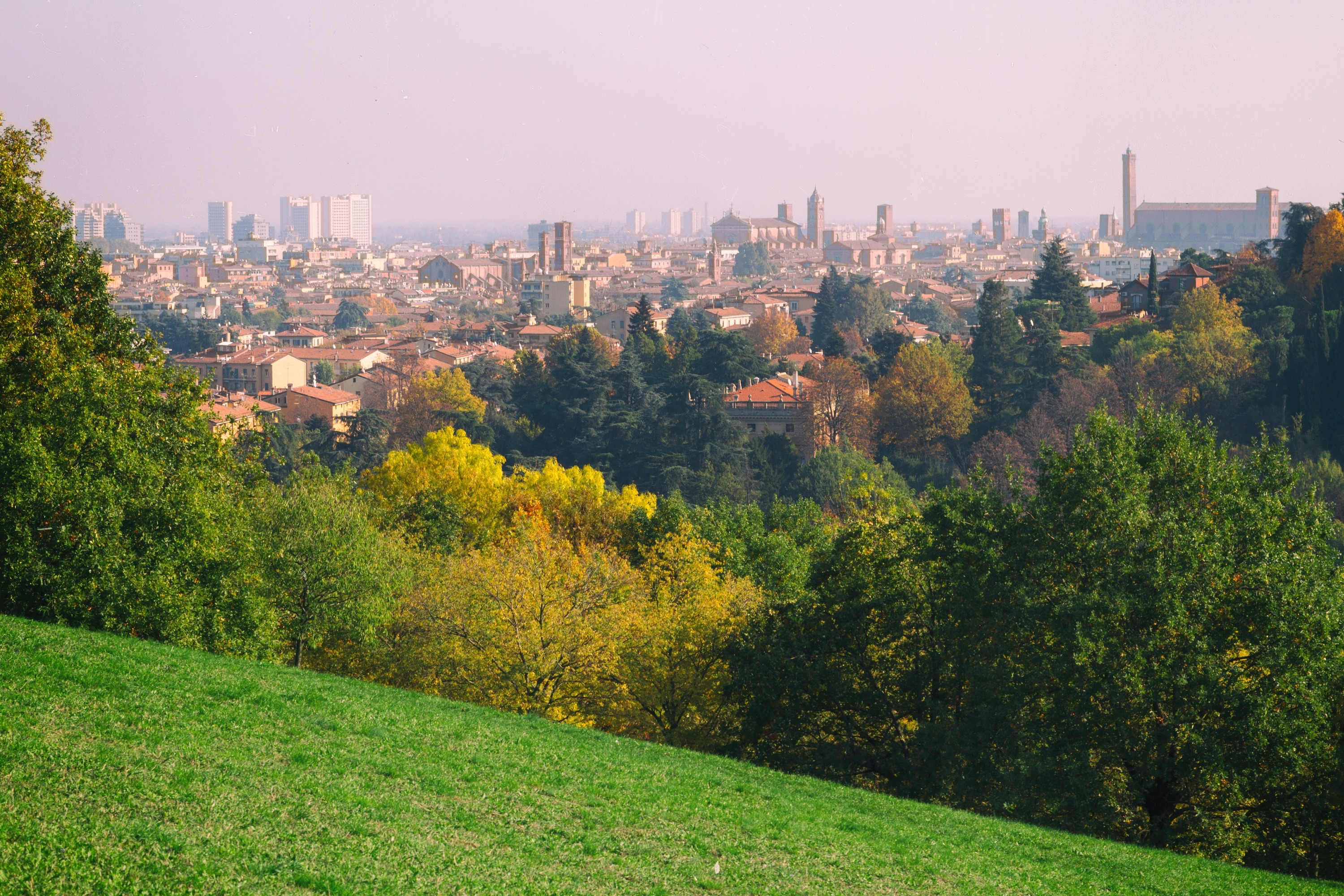
Veduta della città dal parco

La villa è circondata da un parco, dell'estensione di sei ettari, preesistente alla costruzione della villa.
Nei pressi sorge il giardino all'italiana, disegnato dallo stesso Martinetti, ornato di statue, che funge da collegamento tra la villa e il parco circostante. 
Nella parte meridionale del giardino all'italiana è presente il memoriale alle 128 vittime partigiane della provincia di Bologna, realizzato nel 1975.

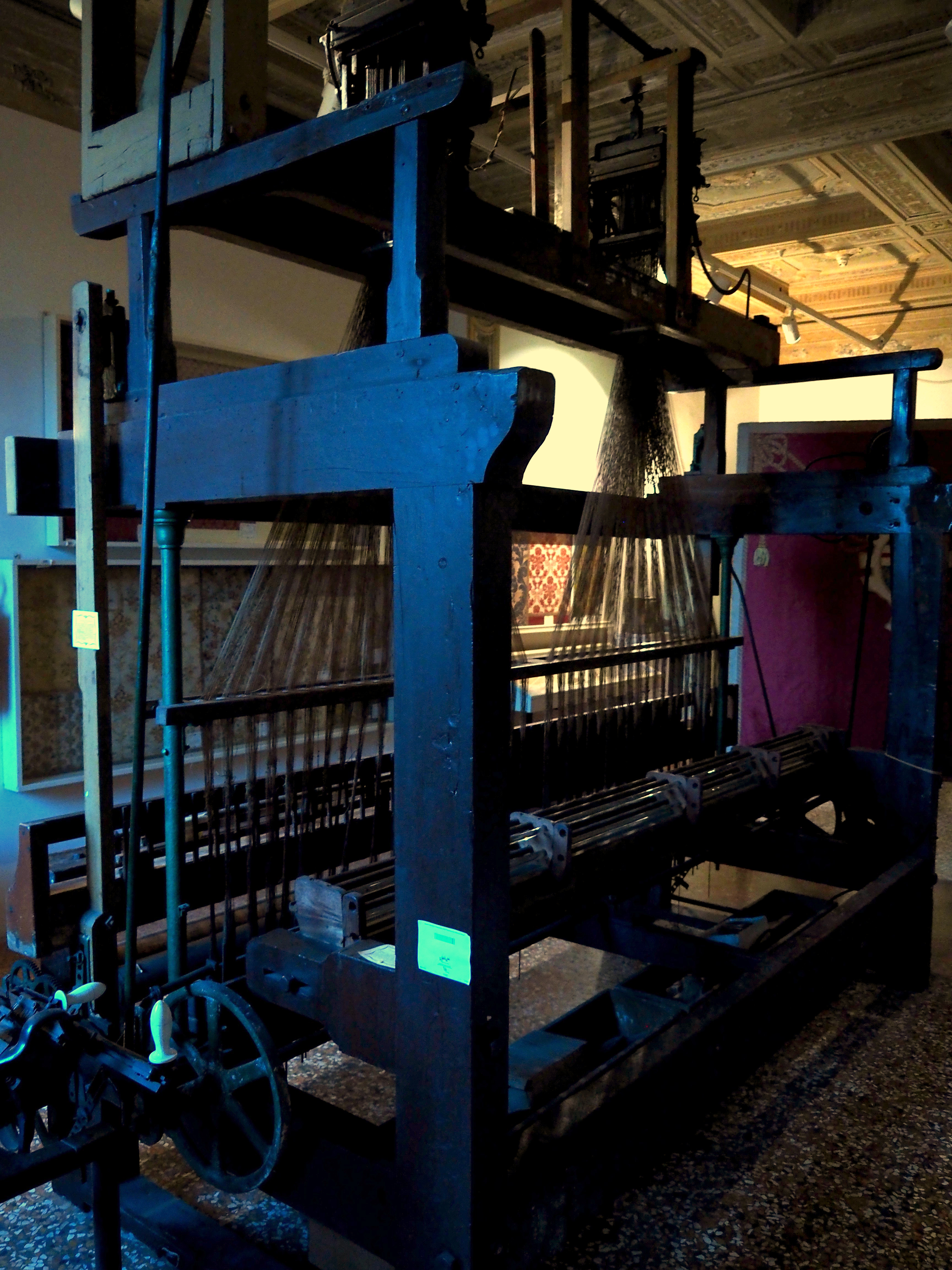
Telaio al Museo della tappezzeria

Oltre all'ingresso principale, posto all'incrocio tra via Saragozza e via di Casaglia, il parco di Villa Spada ne possiede un altro al quale si arriva proseguendo su via di Casaglia in direzione del Santuario della Madonna di San Luca; una volta superata la biblioteca, la strada curva a destra e, dopo circa 200 m, proprio sulla seconda curva (questa volta a sinistra) si vede chiaramente l'ingresso del parco posto ai piedi di una collina alta circa 50 m, dalla cui cima si può godere di una bellissima e ampia vista (quasi a 360°) del centro storico bolognese.

### Museo della tappezzeria
Dal 1990 la villa ospita il Museo del Tessuto e della Tappezzeria intitolato a Vittorio Zironi.

### Biblioteca
All'interno del giardino, in una struttura antistante la villa è presente la biblioteca del quartiere Porto-Saragozza intitolata allo storico locale Oriano Tassinari Clò.